# Jean-Bernard Aldebert
Pour les articles homonymes, voir Aldebert, Jean Bernard et Bernard.
Jean Bernard, connu sous son pseudonyme Bernard Aldebert, né le 12 juillet 1909 à Saint-Étienne et mort le 27 avril 1974 à Neuilly-sur-Seine, est un dessinateur humoristique et affichiste français.

## Biographie
Il étudie à l’école des beaux-arts de sa ville natale et commence sa vie professionnelle en faisant des tableaux publicitaires à Lyon. Son premier dessin humoristique paraît en 1937 ; il dessine notamment pour Marianne et L'Os à moelle. En 1939 il fonde le magazine La Dent de Lyon, à Lyon.
Il est arrêté le 15 novembre 1943 à Balmont (Haute-Savoie) par la Gestapo et déporté au début de l'année 1944 pour un dessin publié le 1er août 1943 dans Ric et Rac, hebdomadaire dont il est l'un des caricaturistes attitrés avant la guerre. Ce dessin représentait un personnage à moustaches qui déclarait : « j'ai mis la main dans le sucrier, je ne peux plus la sortir ». Il avait publié, dans le même magazine, une caricature représentant Hitler en chimpanzé.
Il est emprisonné à Lyon puis détenu à Compiègne, avant d'être déporté à Buchenwald puis à Mauthausen pendant 18 mois, où il porte le matricule 53628 ; puis dans le camp annexe de Gusen I durant une période moins longue, avant d'être transféré au camp de concentration de Gusen II, dont il est libéré le 5 mai 1945. Selon les sources, les dates de ces déportations divergent : selon Claude Winkler-Bessone, Bernard Alderbert serait arrivé à Mauthausen le 16 janvier 1944 et transféré à Gusen II en avril 1944, puis est rapatrié en France le 22 août 1945 ; selon une autre source, il arrive à Buchenwald le 24 janvier 1944 puis est transféré à Mauthausen le 25 février 1944.
Après la Libération, il travaille pour la plupart des grands hebdomadaires, dont les magazines Ici Paris, France Dimanche et Jours de France, et reprend son travail d'affichiste et de dessinateur publicitaire. Il publie également Chemin de croix en 50 stations. De Compiègne à Gusen II en passant par Buchenwald, Mauthausen, Gusen I, qui est un livre contenant 50 dessins à propos de son expérience dans les camps de concentration, faits à partir d'esquisses qu'il a réalisées juste après sa libération, ainsi que des commentaires de l'auteur, notamment sur les conditions de vie et l'horreur des camps. Le livre est publié en 1946 chez Fayard, puis réédité en 1998 par l'éditeur autrichien Bibliothek der Provinz. C'est un des rares témoignages iconographiques sur Mauthausen.
Jean-Bernard Aldebert meurt en 1974.